# 파비안 카바예로
파비안 카바예로 (Fabián Caballero, 1978년 1월 31일 ~ 2024년 10월 5일)은 K리그에서 활동한 축구 선수이다. 아르헨티나와 스페인 이중국적자로 K리그 선수 등록시 스페인 국적으로 등록하여 스페인 출신 1호 외국인 선수가 되었으며 등록명은 마이크 타이슨을 닮았다고 해서 붙여진 별명인 타이슨이었다.
프리미어 리그 아스널 FC에서 정규리그 1경기 출장한 선수로 기대를 모았으나 K리그 정규리그 6경기 출장 0골 0도움으로 별 다른 활약을 보여주지 못했다.